# Франческони, Джиневра
Джиневра Франческони (итал. Ginevra Francesconi, род. 22 апреля 2003, Сора, Лацио) — итальянская актриса

 кино, театра и ТВ и фотомодель.

## Биография
Джиневра Франческони родилась 22 апреля 2003 года в Соре, провинция Фрозиноне. У неё есть старшая сестра Людовика (род. 1999), которая также занимается актёрской деятельностью.
Франческони с 2008 по 2014 год участвовала в показах высокой моды в категории Kids. В 2014 году она дебютировала в кинематографе в короткометражном фильме «Вы не сможете это скрыть» режиссёра Андреа Олиндо Биццарри. В 2017 году она впервые появилась на телеэкране, исполнив роль Джиневры в эпизоде четвёртого сезона сериала «Да поможет нам Бог» (канал Rai 1).
В 2019 году она сыграла одну из главных ролей в хорроре «Секта» (Il nido) режиссёра Роберто Де Фео, принесшем ей широкую известность.
В 2021 году актриса присоединилась к ансамблю телесериала «Доброе утро, мама!», где она играет вместе с Раулем Бова и Марией Кьярой Джаннеттой.